# East Burra
East Burra (76 indb.) er en ø i Shetlandsøerne i kommunen Bressay, 14 km lang og indtil 1,5 km bred og et areal på ca. 5 km², let bakket og næsten uden træer. Kysten er klipperig.
Selvom mange af indbyggerne arbejder i Lerwick, er landbrug og fiskeri vigtige indkomstkilder på øen.
Øen ligger sydvest for Shetlandsøernes hovedø Mainland, og er med en træbro forbundet med den vestlige naboø West Burra. Begge øer er forbundet med en bro til hovedøen Mainland.